# Anna Brownell Jameson
Anna Brownell Jameson (Dublín, 19 de maig de 1794 - Londres, 17 de març de 1860), va ser una escriptora britànica i una de les primeres historiadores de l'art.

## Biografia
Era la gran de les cinc filles de Denis Brownell Murphy, un pintor de retrats en esmalt i miniaturista irlandès i la seva dona, que era anglesa. Es va traslladar a Anglaterra el 1798 amb la seva dona i les seves filles i es va establir a Hanwell, a prop de Londres.
Durant un temps, la família va comptar amb una institutriu, però després va ser l'Anna qui es va fer càrrec de la formació de les seves germanes. Especialment dotada pels idiomes, va estudiar el francès, l'italià i el castellà.

### Institutriu
Als setze anys d'edat, Anna Murphy va començar a treballar com a institutriu dels quatre fills del marquès de Winchester. El 1819 va ser contractada pels Rowle i amb ells va fer un gran viatge al continent, pels Països Baixos i Itàlia, una experiència que inspiraria el seu primer llibre d'èxit, Diary of an Ennuyée (1826), i desvetllaria la seva passió per les galeries d'art i pels viatges. "Vaig tenir l'oportunitat de veure un espectacle d'allò més grandiós, una erupció del Vesuvi", diu, "i vaig pujar a la muntanya en el cim de l'erupció.»
De nou a Anglaterra i sense poder fundar l'escola que tenia previst obrir, Anna Murphy va ser institutriu dels fills d'Edward Littleton, des de 1821 fins a 1825, fins que es va casar amb Robert Jameson.

### Escriptora
Va escriure aleshores el seu primer diari de viatge, publicat de manera anònima el 1825 amb el títol A Lady's Diary [Diari d'una dama], que després es tornaria a publicar el 1826 com a Diary of an ennuyée [Diari d'una ennuyée]. Era una versió més o menys ficcionalitzada del seu viatge a Europa, que recorda alguns trets de la popular novel·la Corinne ou l'Italie, de Mme de Staël. Va ser un gran èxit, i Anna Jameson esdevingué una «celebritat». Va escriure també dues obres per a nens, Much coin, much care, una obra de teatre publicada l'any 1834, i Little Louisa.
El matrimoni no va ser feliç. El 1829, quan Jameson va ser enviat a l'illa de Dominica, la parella es va separar sense pesar. La senyora Jameson va visitar Europa continental acompanyada del seu pare i es va dedicar a escriureː va publicar The loves of the poets (Els amors dels poetes, 1929) i Lives Of Celebrated Female Sovereigns And Illustrious Women (Vides de dones sobiranes i dones il·lustres celebrades, 1831), que captà l'atenció d'un públic femení interessat en la instrucció i en l'entreteniment. Seguí Court Beauties of the Reign of Charles II (Belleses de la cort del regnat de Carles II, 1833).

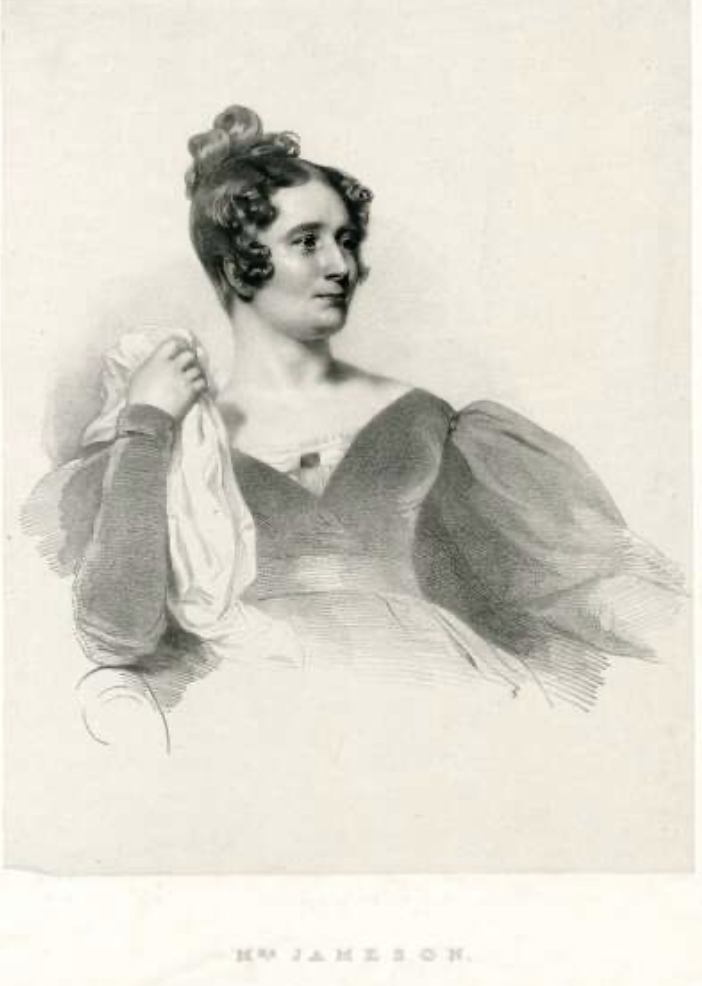
Anna Brownell Jameson, 1835

La primera obra que va demostrar les seves habilitats de pensament original va ser el seu Characteristics of Women (Característiques de les dones,1832). Aquesta anàlisi de les heroïnes presents en les obres de William Shakespeare, notables per la delicadesa de la visió crítica i la finesa del toc literari, és el resultat d'una cerca intensiva en la ment femenina, aplicada a l'estudi de persones del seu mateix sexe, detectant característiques i definint diferències no percebudes per les crítiques ordinàries i completament passades per alt pels lectors en general. L'obra va donar a conèixer Anna Jameson a Europa i Amèrica del Nord. Tot seguit anà a Alemanya, on va conèixer Johann Ludwig Tieck i August Wilhelm von Schlegel, i es va fer amiga de tota la vida d'Ottilie von Goethe.
El 1836, Jameson va ser cridada al Canadà pel seu marit, que havia estat ascendit a cap del departament de Justícia de la província de l'Alt Canada. Va arribar a Toronto al mes de desembre i va començar el diari del viatge, Winter Studies and Summer Rambles in Canada [Estudis d'hivern i passejades d'estiu al Canadà], que recollia esbossos, aquarel·les i escrits del seu recorregut pel país i va ser publicat a la Gran Bretanya el 1839. Escriuria a la seva famíliaː «La gent d'aquí està molt entusiasmada amb mi i em mira com si hagués fet alguna cosa extraordinària. És el senyor Jameson qui està més sorprès.» Després de vuit mesos de viatjar i escriure al Canadà, es va adonar de com era d'inútil prolongar una vida lluny de tota mena de felicitat familiar i d'oportunitats per a una dona de la seva classe i educació. Abans d'anar-se'n va viatjar a les terres dels establiments indígenes al Canadà; va explorar el Llac Huron, i va aprendre sobre la vida aborigen, desconeguda per als viatgers. Després de signar els documents definitius de separació, va embarcar cap a Anglaterra el febrer de 1838.

### Historiadora de l'art
En aquest període, Jameson va començar a enviar notes als caps de les col·leccions d'art privades de Londres i la seva rodalia. Els resultats es veuen plasmats en el seu Companion to the Private Galleries (Acompanyant les Galeries Privades, 1842), seguit en el mateix any per Handbook to the Public Galleries [Manual per a les Galeries Públiques]. Va editar després Memoirs of the Early Italian Painters [Memòries dels primers pintors italians] el 1845. Començà a col·laborar aleshores habitualment en revistes i publicacions com The Athenaeum, Art Journal, Monthly Chronicle i Penny Journal. El mateix any de 1845 va visitar la seva amiga Ottilie von Goethe. La seva amistat amb Annabella Byron data d'aquesta època. I en el seu cercle d'amistats figuraven també Fanny Kemble, Elizabeth Gaskell, Elizabeth Barrett Browning, Harriet Martineau i Augusta Byron.
Un volum d'assajos publicats el 1846 contenen una de les millors peces de l'obra de Jameson, The House of Titian [La casa de Ticià]. El 1847 va viatjar a Itàlia amb la seva neboda i després biògrafa, autora de les Memoirs (1878), Geraldine Bat Macpherson, per a recaptar material per a l'obra que li ha reportat una reputació més sòlida: la seva sèrie de Sacred and Legendary Art [Art sacre i llegendari]. Ningú havia assenyalat abans la relació entre les narracions de L'Acta Sanctorum i el Book of the Golden Legend [Llibre de la Llegenda Àuria] amb les obres d'art cristià. Aquests estudis es començaren a establir en el pròleg de Kugler's Handbook of Italian Painting [Manual de pintura italiana de Kugler], de Sir Charles Eastlake, que havia pensat aprofundir en el tema ell mateix que havia pensat seguir el tema ell mateix. Va lliurar, però, els materials i les referències que havia recollit a la senyora Jameson, que va encomanar als lectors el seu entusiasme.

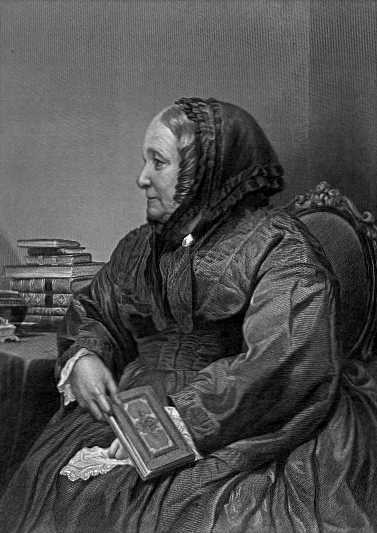
Anna Jameson, gravat de 1872

### Sobre l'educació
També va tenir un gran interès en les qüestions relacionades amb l'educació, i amb les ocupacions i el manteniment de les dones. El seu assaig The Relative Social Position of Mothers and Governesses [La posició social relativa de les mares i les governants] era l'obra d'una persona que coneixia totes dues bandes. En la seva opinió, els éssers humans deuen la primera vocalització popular als principis de l'home i la cooperació en el treball relacionat amb la clemència a les dones. En els seus últims anys de vida, va escriure sobre una sèrie de temes basats en els principis de la benevolència activa i les millors maneres de posar-la en pràctica. Tot el relacionat amb la caritat, els hospitals, les presons i les llars en general entrava en l'àrea del seu interès. Basant-se en aquestes temàtiques va escriure Sisters of Charity (Germanes de la Caritat, 1855) i The Communion of Labour (La comunió del treball,1856).
Va deixar l'última de la seva sèrie de Sacred and Legendary Art en preparació. Va ser completada sota el títol de The History of Our Lord in Art [La història de Nostre Senyor en obres d'art], per la seva amiga Lady Eastlake.